# Magyar országos rekordok listája 50 méteres hátúszásban
Ez a lista az 50 méteres hátúszásban elért felnőtt magyar csúcsokat tartalmazza.

## 50 méteres medence

### Férfiak
| A férfi 50 méteres hátúszás magyar csúcsai (50 méteres medence) | A férfi 50 méteres hátúszás magyar csúcsai (50 méteres medence) | A férfi 50 méteres hátúszás magyar csúcsai (50 méteres medence) | A férfi 50 méteres hátúszás magyar csúcsai (50 méteres medence) | A férfi 50 méteres hátúszás magyar csúcsai (50 méteres medence) | A férfi 50 méteres hátúszás magyar csúcsai (50 méteres medence) | A férfi 50 méteres hátúszás magyar csúcsai (50 méteres medence) | A férfi 50 méteres hátúszás magyar csúcsai (50 méteres medence) |
| Idő                                                             | Név                                                             | Egyesület                                                       | Dátum                                                           | Helyszín                                                        | Esemény                                                         | Megjegyzés                                                      | Forrás                                                          |
| --------------------------------------------------------------- | --------------------------------------------------------------- | --------------------------------------------------------------- | --------------------------------------------------------------- | --------------------------------------------------------------- | --------------------------------------------------------------- | --------------------------------------------------------------- | --------------------------------------------------------------- |
| 27,80                                                           | Kovács Zsolt                                                    | BVSC                                                            | 1984. 07. 05.                                                   | Dunaújváros, Magyarország                                       | magyar bajnokság                                                | a selejtezőben                                                  | [ 1 ]                                                           |
| 27,42                                                           | Wladár Sándor                                                   | Újpesti Dózsa                                                   | 1985. 07. 11.                                                   | Budapest, Magyarország                                          | magyar bajnokság                                                |                                                                 | [ 2 ]                                                           |
| 27,38                                                           | Deutsch Tamás                                                   | KSI                                                             | 1986. 07. 17.                                                   | Budapest, Magyarország                                          | magyar bajnokság                                                |                                                                 | [ 3 ]                                                           |
| 26,95                                                           | Horváth Péter                                                   | Sport+                                                          | 1999. 06. 23.                                                   | Budapest, Magyarország                                          | magyar bajnokság                                                | a selejtezőben                                                  | [ 4 ]                                                           |
| 26,30                                                           | Horváth Péter                                                   | Sport+                                                          | 2000. 05. 20.                                                   | Monte-Carlo, Monaco                                             | Mare Nostrum                                                    | a selejtezőben                                                  | [ 5 ]                                                           |
| 25,99                                                           | Horváth Péter                                                   | Sport+                                                          | 2000. 06. 01.                                                   | Budapest, Magyarország                                          | magyar bajnokság                                                |                                                                 | [ 6 ]                                                           |
| 25,93                                                           | Horváth Péter                                                   | Sport+                                                          | 2002. 07. 31.                                                   | Berlin, Németország                                             | Európa-bajnokság                                                | a selejtezőben                                                  | [ 7 ]                                                           |
| 25,86                                                           | Horváth Péter                                                   | Sport+                                                          | 2002. 07. 31.                                                   | Berlin, Németország                                             | Európa-bajnokság                                                | az elődöntőben                                                  | [ 7 ]                                                           |
| 25,68                                                           | Cseh László                                                     | Kőbánya SC                                                      | 2005. 06. 23.                                                   | Budapest, Magyarország                                          | magyar bajnokság                                                |                                                                 | [ 8 ]                                                           |
| 25,60                                                           | Cseh László                                                     | Kőbánya SC                                                      | 2006. 03. 23.                                                   | Budapest, Magyarország                                          | magyar bajnokság                                                |                                                                 | [ 9 ]                                                           |
| 25,56                                                           | Cseh László                                                     | Kőbánya SC                                                      | 2006. 06. 04.                                                   | Monte-Carlo, Monaco                                             | Mare Nostrum                                                    |                                                                 | [ 10 ]                                                          |
| 25,39                                                           | Cseh László                                                     | Kőbánya SC                                                      | 2008. 07. 09.                                                   | Budapest, Magyarország                                          | magyar bajnokság                                                |                                                                 | [ 11 ]                                                          |
| 25,36                                                           | Bohus Richárd                                                   | Békéscsabai Előre                                               | 2012. 05. 23.                                                   | Debrecen, Magyarország                                          | Európa-bajnokság                                                | elődöntő                                                        | [ 12 ]                                                          |
| 25,14                                                           | Bohus Richárd                                                   | Békéscsabai Előre                                               | 2012. 05. 24.                                                   | Debrecen, Magyarország                                          | Európa-bajnokság                                                | harmadik hely                                                   | [ 13 ]                                                          |
| 25,04                                                           | Bohus Richárd                                                   | Békéscsabai Előre                                               | 2016. 05. 18.                                                   | London, Egyesült Királyság                                      | Európa-bajnokság                                                | az elődöntőben                                                  | [ 14 ]                                                          |
| 24,82                                                           | Bohus Richárd                                                   | Békéscsabai Előre                                               | 2016. 05. 19.                                                   | London, Egyesült Királyság                                      | Európa-bajnokság                                                | második hely                                                    |                                                                 |
| 24,76                                                           | Bohus Richárd                                                   | BVSC                                                            | 2018. 12. 22.                                                   | Győr, Magyarország                                              | SCITEC Győr Open                                                |                                                                 | [ 15 ]                                                          |
| 24,63                                                           | Kós Hubert                                                      | BVSC                                                            | 2025. 05. 09.                                                   | Kaposvár, Magyarország                                          | magyar bajnokság                                                | a selejtezőben                                                  | [ 16 ]                                                          |
| 24,62                                                           | Kós Hubert                                                      | BVSC                                                            | 2025. 05. 09.                                                   | Kaposvár, Magyarország                                          | magyar bajnokság                                                |                                                                 | [ 17 ]                                                          |
| 24,50                                                           | Kós Hubert                                                      | BVSC                                                            | 2025. 08. 02.                                                   | Szingapúr                                                       | világbajnokság                                                  | az elődöntőben                                                  | [ 18 ]                                                          |

### Nők
| A női 50 méteres hátúszás magyar csúcsai (50 méteres medence) | A női 50 méteres hátúszás magyar csúcsai (50 méteres medence) | A női 50 méteres hátúszás magyar csúcsai (50 méteres medence) | A női 50 méteres hátúszás magyar csúcsai (50 méteres medence) | A női 50 méteres hátúszás magyar csúcsai (50 méteres medence) | A női 50 méteres hátúszás magyar csúcsai (50 méteres medence) | A női 50 méteres hátúszás magyar csúcsai (50 méteres medence) | A női 50 méteres hátúszás magyar csúcsai (50 méteres medence) |
| Idő                                                           | Név                                                           | Egyesület                                                     | Dátum                                                         | Helyszín                                                      | Esemény                                                       | Megjegyzés                                                    | Forrás                                                        |
| ------------------------------------------------------------- | ------------------------------------------------------------- | ------------------------------------------------------------- | ------------------------------------------------------------- | ------------------------------------------------------------- | ------------------------------------------------------------- | ------------------------------------------------------------- | ------------------------------------------------------------- |
| 30,77                                                         | Virágh Katalin                                                | Vasas                                                         | 1984. 07. 05.                                                 | Dunaújváros, Magyarország                                     | magyar bajnokság                                              |                                                               | [ 1 ]                                                         |
| 30,19                                                         | Virágh Katalin                                                | Vasas                                                         | 1985. 07. 11.                                                 | Budapest, Magyarország                                        | magyar bajnokság                                              |                                                               | [ 2 ]                                                         |
| 30,14                                                         | Egerszegi Krisztina                                           | Bp. Spartacus                                                 | 1987. 08. 20.                                                 | Strasbourg, Franciaország                                     | Európa-bajnokság                                              |                                                               | [ 19 ]                                                        |
| 29,97                                                         | Egerszegi Krisztina                                           | Bp. Spartacus                                                 | 1987. 12. 21.                                                 | Orlando, USA                                                  | USA nyílt bajnokság                                           |                                                               | [ 19 ]                                                        |
| 29,86                                                         | Egerszegi Krisztina                                           | Bp. Spartacus                                                 | 1988. 09. 22.                                                 | Szöul, Dél-Korea                                              | olimpiai játékok                                              | 100 m hát selejtező                                           | [ 20 ]                                                        |
| 29,36                                                         | Egerszegi Krisztina                                           | Bp. Spartacus                                                 | 1988. 09. 22.                                                 | Szöul, Dél-Korea                                              | olimpiai játékok                                              | 100 m hát döntő                                               | [ 20 ]                                                        |
| 29,33                                                         | Szepesi Nikolett                                              | Bp. Spartacus                                                 | 2004. 04. 18.                                                 | Budapest, Magyarország                                        | válogató verseny                                              |                                                               | [ 21 ]                                                        |
| 29,29                                                         | Szepesi Nikolett                                              | Bp. Spartacus                                                 | 2004. 05. 16.                                                 | Madrid, Spanyolország                                         | Európa-bajnokság                                              | negyedik hely                                                 | [ 22 ]                                                        |
| 29,22                                                         | Szepesi Nikolett                                              | Kőbánya SC                                                    | 2006. 08. 04.                                                 | Budapest, Magyarország                                        | Európa-bajnokság                                              | az elődöntőben                                                | [ 23 ]                                                        |
| 29,13                                                         | Szepesi Nikolett                                              | Kőbánya SC                                                    | 2006. 08. 05.                                                 | Budapest, Magyarország                                        | Európa-bajnokság                                              | hetedik hely                                                  | [ 24 ]                                                        |
| 29,01                                                         | Szepesi Nikolett                                              | Kőbánya SC                                                    | 2008. 03. 23.                                                 | Eindhoven, Hollandia                                          | Európa-bajnokság                                              | nyolcadik hely                                                | [ 25 ]                                                        |
| 28,83                                                         | Hosszú Katinka                                                | Vasas                                                         | 2013. 06. 16.                                                 | Canet-en-Roussillon, Franciaország                            | Mare Nostrum                                                  |                                                               | [ 26 ]                                                        |
| 28,52                                                         | Hosszú Katinka                                                | Vasas                                                         | 2014. 06. 23.                                                 | Róma, Olaszország                                             | Trofeo Sette Coli                                             |                                                               | [ 27 ]                                                        |
| 28,43                                                         | Hosszú Katinka                                                | Vasas                                                         | 2015. 02. 15.                                                 | Amiens, Franciaország                                         | Golden Tours                                                  |                                                               | [ 28 ]                                                        |
| 28,30                                                         | Hosszú Katinka                                                | Vasas                                                         | 2015. 05. 24.                                                 | Nancy, Franciaország                                          | Golden Tours                                                  |                                                               | [ 29 ]                                                        |
| 28,17                                                         | Hosszú Katinka                                                | Vasas                                                         | 2015. 06. 06.                                                 | Canet-en-Roussillon, Franciaország                            | Mare Nostrum                                                  |                                                               | [ 30 ]                                                        |
| 27,99                                                         | Hosszú Katinka                                                | Vasas                                                         | 2015. 11. 06.                                                 | Dubaj, Egyesült Arab Emírségek                                | világkupa                                                     |                                                               | [ 31 ]                                                        |

## 25 méteres medence

### Férfiak
| A férfi 50 méteres hátúszás magyar csúcsai (25 méteres medence) | A férfi 50 méteres hátúszás magyar csúcsai (25 méteres medence) | A férfi 50 méteres hátúszás magyar csúcsai (25 méteres medence) | A férfi 50 méteres hátúszás magyar csúcsai (25 méteres medence) | A férfi 50 méteres hátúszás magyar csúcsai (25 méteres medence) | A férfi 50 méteres hátúszás magyar csúcsai (25 méteres medence) | A férfi 50 méteres hátúszás magyar csúcsai (25 méteres medence) | A férfi 50 méteres hátúszás magyar csúcsai (25 méteres medence) |
| Idő                                                             | Név                                                             | Egyesület                                                       | Dátum                                                           | Helyszín                                                        | Esemény                                                         | Megjegyzés                                                      | Forrás                                                          |
| --------------------------------------------------------------- | --------------------------------------------------------------- | --------------------------------------------------------------- | --------------------------------------------------------------- | --------------------------------------------------------------- | --------------------------------------------------------------- | --------------------------------------------------------------- | --------------------------------------------------------------- |
| 25,83                                                           | Bodrogi Viktor                                                  | Százhalombatta                                                  | 2001. 04. 20.                                                   | Zalaegerszeg, Magyarország                                      | vidékbajnokság                                                  |                                                                 | [ 32 ]                                                          |
| 25,45                                                           | Bodrogi Viktor                                                  | Százhalombatta                                                  | 2001. 12. 09.                                                   | Budapest, Magyarország                                          | magyar bajnokság                                                | 4 × 50 m vegyes                                                 | [ 33 ]                                                          |
| 25,39                                                           | Horváth Péter                                                   | Sport+                                                          | 2002. 04. 20.                                                   | Spittal, Ausztria                                               | nemzetközi verseny                                              |                                                                 | [ 34 ]                                                          |
| 24,84                                                           | Horváth Péter                                                   | Sport+                                                          | 2002. 12. 13.                                                   | Riesa, Németország                                              | Európa-bajnokság                                                | a selejtezőben                                                  | [ 35 ]                                                          |
| 24,80                                                           | Horváth Péter                                                   | Sport+                                                          | 2002. 12. 13.                                                   | Riesa, Németország                                              | Európa-bajnokság                                                | ötödik hely                                                     | [ 35 ]                                                          |
| 24,68                                                           | Cseh László                                                     | Kőbánya SC                                                      | 2005. 12. 11.                                                   | Trieszt, Olaszország                                            | Európa-bajnokság                                                | 100 m hát közben                                                |                                                                 |
| 24,55                                                           | Cseh László                                                     | Kőbánya SC                                                      | 2007. 11. 16.                                                   | Debrecen, Magyarország                                          | magyar bajnokság                                                | 4 × 50 m vegyes                                                 | [ 36 ]                                                          |
| 24,43                                                           | Szilágyi Ádám                                                   | Százhalombatta                                                  | 2008. 12. 12.                                                   | Fiume, Horvátország                                             | Európa-bajnokság                                                | az elődöntőben                                                  | [ 37 ]                                                          |
| 24,31                                                           | Cseh László                                                     | Kőbánya SC                                                      | 2009. 11. 13.                                                   | Százhalombatta, Magyarország                                    | magyar bajnokság                                                | 4 × 50 m vegyes                                                 | [ 38 ]                                                          |
| 23,82                                                           | Cseh László                                                     | Kőbánya SC                                                      | 2013. 12. 13.                                                   | Herning, Dánia                                                  | Európa-bajnokság                                                | mix 4 × 50 m vegyes                                             | [ 39 ]                                                          |
| 23,71                                                           | Bohus Richárd                                                   | BVSC                                                            | 2018. 11. 08.                                                   | Százhalombatta, Magyarország                                    | magyar bajnokság                                                | 4 × 50 m vegyes                                                 | [ 40 ]                                                          |
| 23,49                                                           | Milák Kristóf                                                   | Bp. Honvéd                                                      | 2018. 11. 10.                                                   | Százhalombatta, Magyarország                                    | magyar bajnokság                                                |                                                                 | [ 41 ]                                                          |
| 23,48                                                           | Bohus Richárd                                                   | BVSC                                                            | 2019. 12. 08.                                                   | Glasgow, Egyesült Királyság                                     | Európa-bajnokság                                                | 4 × 50 m vegyes selejtező                                       | [ 42 ]                                                          |
| 23,43                                                           | Bohus Richárd                                                   | BVSC                                                            | 2019. 12. 08.                                                   | Glasgow, Egyesült Királyság                                     | Európa-bajnokság                                                | elődöntő                                                        | [ 43 ]                                                          |
| 23,42                                                           | Bohus Richárd                                                   | BVSC                                                            | 2019. 12. 08.                                                   | Glasgow, Egyesült Királyság                                     | Európa-bajnokság                                                | 4 × 50 m vegyes                                                 | [ 43 ]                                                          |
| 23,39                                                           | Bohus Richárd                                                   | BVSC                                                            | 2019. 12. 14.                                                   | Kaposvár, Magyarország                                          | magyar bajnokság                                                |                                                                 | [ 44 ]                                                          |
| 23,34                                                           | Milák Kristóf                                                   | Bp. Honvéd                                                      | 2021. 10. 08.                                                   | Budapest, Magyarország                                          | ISL                                                             | a selejtezőben                                                  | [ 45 ]                                                          |
| 23,08                                                           | Milák Kristóf                                                   | Bp. Honvéd                                                      | 2021. 10. 08.                                                   | Budapest, Magyarország                                          | ISL                                                             | a döntőben                                                      | [ 45 ]                                                          |
| 23,05                                                           | Kós Hubert                                                      | Újpesti TE                                                      | 2024. 12. 12.                                                   | Budapest, Magyarország                                          | rövid pályás vb                                                 | a selejtezőben                                                  | [ 46 ]                                                          |
| 22,85                                                           | Kós Hubert                                                      | Újpesti TE                                                      | 2024. 12. 12.                                                   | Budapest, Magyarország                                          | rövid pályás vb                                                 | az elődöntőben                                                  | [ 47 ]                                                          |
| 22,64                                                           | Kós Hubert                                                      | Újpesti TE                                                      | 2024. 12. 13.                                                   | Budapest, Magyarország                                          | rövid pályás vb                                                 | a döntőben                                                      | [ 48 ]                                                          |

### Nők
| A női 50 méteres hátúszás magyar csúcsai (25 méteres medence) | A női 50 méteres hátúszás magyar csúcsai (25 méteres medence) | A női 50 méteres hátúszás magyar csúcsai (25 méteres medence) | A női 50 méteres hátúszás magyar csúcsai (25 méteres medence) | A női 50 méteres hátúszás magyar csúcsai (25 méteres medence) | A női 50 méteres hátúszás magyar csúcsai (25 méteres medence) | A női 50 méteres hátúszás magyar csúcsai (25 méteres medence) | A női 50 méteres hátúszás magyar csúcsai (25 méteres medence) |
| Idő                                                           | Név                                                           | Egyesület                                                     | Dátum                                                         | Helyszín                                                      | Esemény                                                       | Megjegyzés                                                    | Forrás                                                        |
| ------------------------------------------------------------- | ------------------------------------------------------------- | ------------------------------------------------------------- | ------------------------------------------------------------- | ------------------------------------------------------------- | ------------------------------------------------------------- | ------------------------------------------------------------- | ------------------------------------------------------------- |
| 28,55                                                         | Szepesi Nikolett                                              | Kőbánya SC                                                    | 2006. 11. 12.                                                 | Debrecen, Magyarország                                        | magyar bajnokság                                              | 4 × 50 m vegyes                                               | [ 49 ]                                                        |
| 28,44                                                         | Szepesi Nikolett                                              | Kőbánya SC                                                    | 2006. 12. 09.                                                 | Helsinki, Finnország                                          | Európa-bajnokság                                              | a selejtezőben                                                | [ 50 ]                                                        |
| 28,11                                                         | Szepesi Nikolett                                              | Kőbánya SC                                                    | 2006. 12. 09.                                                 | Helsinki, Finnország                                          | Európa-bajnokság                                              | az elődöntőben                                                | [ 50 ]                                                        |
| 28,10                                                         | Szepesi Nikolett                                              | Kőbánya SC                                                    | 2006. 12. 09.                                                 | Helsinki, Finnország                                          | Európa-bajnokság                                              | hetedik hely                                                  | [ 50 ]                                                        |
| 28,08                                                         | Szepesi Nikolett                                              | Kőbánya SC                                                    | 2008. 11. 15.                                                 | Százhalombatta, Magyarország                                  | magyar bajnokság                                              |                                                               | [ 51 ]                                                        |
| 27,76                                                         | Szepesi Nikolett                                              | Kőbánya SC                                                    | 2008. 12. 13.                                                 | Fiume, Horvátország                                           | Európa-bajnokság                                              | 4 × 50 m vegyes selejtező                                     | [ 52 ]                                                        |
| 27,64                                                         | Szepesi Nikolett                                              | Kőbánya SC                                                    | 2009. 11. 14.                                                 | Százhalombatta, Magyarország                                  | magyar bajnokság                                              | a selejtezőben                                                | [ 53 ]                                                        |
| 27,39                                                         | Hosszú Katinka                                                | Bajai Spartacus                                               | 2012. 12. 21.                                                 | Szentpétervár, Oroszország                                    | Szalnyikov-kupa                                               |                                                               | [ 54 ]                                                        |
| 27,04                                                         | Hosszú Katinka                                                | Vasas                                                         | 2013. 08. 07.                                                 | Eindhoven, Hollandia                                          | világkupa                                                     | a selejtezőben                                                |                                                               |
| 26,18                                                         | Hosszú Katinka                                                | Vasas                                                         | 2014. 08. 27.                                                 | Doha, Katar                                                   | világkupa                                                     |                                                               | [ 55 ]                                                        |
| 26,10                                                         | Hosszú Katinka                                                | Vasas                                                         | 2014. 08. 31.                                                 | Dubaj, Egyesült Arab Emírségek                                | világkupa                                                     |                                                               | [ 56 ]                                                        |
| 25,96                                                         | Hosszú Katinka                                                | Vasas                                                         | 2014. 12. 07.                                                 | Doha, Katar                                                   | világbajnokság                                                | harmadik hely                                                 | [ 57 ]                                                        |
| 25,95                                                         | Hosszú Katinka                                                | Iron Aquatics                                                 | 2017. 12. 16.                                                 | Koppenhága, Dánia                                             | Európa-bajnokság                                              | első hely                                                     | [ 58 ]                                                        |